# Xavier Lacombe
Xavier Lacombe, né le 8 juin 1965 à Ajaccio (Corse-du-Sud), est un homme politique français.
Il est député de la Corse-du-Sud depuis le 24 janvier 2025, en remplacement de Laurent Marcangeli nommé ministre de l'Action publique, de la Fonction publique et de la Simplification dans le gouvernement Bayrou.

## Biographie
Il est maire de Peri de mars 2008 à janvier 2025.

## Affaire judiciaire
Médiapart révèle que Xavier Lacombe est mis en cause par un gendarme dans une affaire de la découverte d'une quarantaine de fausses procurations dans la ville qu’il administre, Peri, pour les élections territoriales de 2021. Un an plus tard, Xavier Lacombe, plaide coupable et se voyait proposer une condamnation à trois mois de prison avec sursis, mais le juge d'instruction rejette cet accord et décide de renvoyer l'affaire en correctionnelle. Ainsi, il est convoqué en janvier 2025 dans le bureau d’un juge d’instruction d'Ajaccio, puis mis en examen pour « complicité de faux » et « détention de faux ».

## Pour approfondir